# Poids propre
Le poids propre (ou poids mort) est une expression qui fait généralement référence à la partie d'un tout (poids ou masse), par exemple la tare pour l'emballage, ou la différence entre le poids total autorisé et la charge utile pour les structures chargées (de) (véhicules, ouvrage de construction).
Alors qu'avec un emballage simple, le poids est faible et négligeable (par exemple, le papier d'un sac de ciment), pour les grands ponts par exemple, cela peut être le poids qui détermine la construction (charge morte). 
Fondamentalement, le poids à vide, également appelé masse à vide, est un facteur important pour la circulation de tous les véhicules terrestres, avions et bateaux.
- Dans le cas des véhicules automobiles, la tare est une valeur importante pour l'exploitation et l'immatriculation des véhicules sur la route et leur documentation[2]. De plus, les permis de conduire sont liés au poids total des véhicules, le poids propre du véhicule représentant une proportion significative.